# Маруга Валерій Михайлович
Маруга Валерій Михайлович (4 липня 1948 року, Збараж, Тернопільська область  ) – письменник, прозаїк, історик, публіцист.

## Життєпис
Народився 4 липня 1948 року в м. Збараж Тернопільської області в сім‘ї державного службовця.

Шкільну освіту здобув в середній школі м. Заліщики ( 1956 – 1966 рр. )

З 1967 по 1969 роки проходив службу в радянській армії на посаді кресляра управління ППО штабу Прикарпатського військового округу.

В 1972 році поступив на перший курс історичного факультету Луцького педагогічного інституту імені Лесі Українки, в 1977 році закінчив навчання у вузі.

З 1980 по 1984 роки працював на комсомольській і партійній роботі.

З 1984 року на службі в органах внутрішніх справ на посаді інструктора політвідділу УВС, з 1994 року – у відставці.

З 1999 року працює на посаді директора музею УМВС у Волинській області.

## Літературна діяльність
Перші публікації у формі афоризмів, байок і казок для дорослих були надруковані у 1979 році в газеті «Радянська Волинь», під псевдонімом «Валерій Михайлик». З 1981 року твори Валерія Маруги почали регулярно публікувати українські журнали «Україна», «Перець», «Жовтень» та всесоюзні – «Крокодил» та «Собеседник».
      
Автор літературно - художніх збірок  «Коротше кажучи» (видавництво «Молодь», 1989 рік), «Колесо фортуни» («Радянський письменник», 1991 рік), «Дневник инопланетянина» («Надстир'я», 1993 рік), «Сто дней в СИЗО» («Сталкер», 1998 рік),  «Кримінальні історії» («Надстир'я», 2005 рік), «Приречені на кару» («Надстир'я», 2008 рік).

Автор і упорядник історично-краєзнавчих збірок «Нарис історії органів внутрішніх справ Волині» («Надстир'я», 2000 рік), «На сторожі закону» («Надстир'я», 2003 рік) «Нарис історії органів внутрішніх справ Волині (друге видання)» («Надстир'я», 2004 рік),  «МВС очима історії. Поліція і міліція Волині у XIX-ХХІ століттях» («Надстир'я», 2005 рік), «Історія карного розшуку Волині» («Надстир'я», 2009 рік), «Історія кадрового апарату Волинської міліції» («Надстир'я», 2009 рік), «Прокуратура Волинської області: на шляху верховенства Закону та Справедливості» (Луцьк, 2009 рік), «Дика справедливість» («Вісник», 2017 рік).

Автор оповідань та казок для дітей «Шлях до істини», («Твердиня», 2008 рік), «Schneeflocken des Glücks. Märchen für Kinder», («Epubli», 2018 рік)

## Нагороди
Лауреат і переможець міжнародних літературних конкурсів : «Серебрянный стрелец» (1999), «Золотая строфа» (2011), «Склянка часу» (2014), «Сказка сегодня» (2018).